# جان رایس (قایقران روئینگ)
جان رایس (انگلیسی: John Rice; ۱ ژانویهٔ ۱۸۸۱ – ۱۲ فوریهٔ ۱۹۴۱) قایقران روئینگ اهل کانادا بود.